# What If
What If je píseň amerického popového zpěváka Jasona Derüla. Píseň pochází z jeho debutového alba Jason Derülo. Produkce se ujal producent J. R. Rotem.

## Hitparáda
| Země           | Umístění |
| -------------- | -------- |
| Austrálie      | 32       |
| Nový Zéland    | 27       |
| Irsko          | 16       |
| Velká Británie | 12       |
| USA            | 76       |
| Německo        | 48       |